# Country Heart
Albums de George Jones
Old Brush Arbors
(1965) I'm a People
(1966)
Country Heart est un album de l'artiste américain de musique country George Jones. Cet album est sorti en 1966 au format double LP sur le label Musicor Records.

## Liste des pistes
| No  | Titre                                                      | Durée |
| --- | ---------------------------------------------------------- | ----- |
| 1.  | Four-O-Thirty-Three                                        |       |
| 2.  | Let a Little Loving Come In                                |       |
| 3.  | How Proud I Would Have Been                                |       |
| 4.  | We're Watching Our Step                                    |       |
| 5.  | Old Brush Arbors                                           |       |
| 6.  | The Race Is On (Instrumental)                              |       |
| 7.  | Take Me                                                    |       |
| 8.  | Ship of Love                                               |       |
| 9.  | I Can't Get Used to Being Lonely                           |       |
| 10. | Walk Through This World With Me                            |       |
| 11. | Flowers for Mama                                           |       |
| 12. | We Must Have Been Out of Our Minds (avec Melba Montgomery) |       |
| 13. | Things Have Gone to Pieces                                 |       |
| 14. | If You Believe                                             |       |
| 15. | Gonna Take Me Away from You                                |       |
| 16. | Till I Hear It from You                                    |       |
| 17. | I'm Wasting Good Paper                                     |       |
| 18. | White Lightning                                            |       |
| 19. | From Here to the Door                                      |       |
| 20. | Don't Keep Me Lonely Too Long                              |       |
| 21. | Sea Between Our Hearts                                     |       |
| 22. | Developing My Pictures                                     |       |
| 23. | I Just Lost My Favorite Girl                               |       |
| 24. | Selfishness of Man                                         |       |

## Positions dans les charts
Singles – Billboard (Amérique du nord)
| Année | Single                          | Chart           | Position |
| ----- | ------------------------------- | --------------- | -------- |
| 1965  | Things Have Gone to Pieces      | Singles country | 9        |
| 1965  | The Race Is On                  | Singles pop     | 96       |
| 1966  | Four-O-Thirty-Three             | Singles country | 5        |
| 1966  | Old Brush Arbors                | Singles country | 30       |
| 1967  | Walk Through This World With Me | Singles country | 1        |